# Hysteropterum viridatum
Hysteropterum viridatum är en insektsart som beskrevs av Caldwell 1945. Hysteropterum viridatum ingår i släktet Hysteropterum och familjen sköldstritar. Inga underarter finns listade i Catalogue of Life.